# 岩野見斉
岩野 見斉（いわの けんせい、1911年（明治44年）4月8日 - 1991年（平成3年）7月23日）は、第13代四日市市長。三重県員弁郡（現：いなべ市）出身。

## 年譜
1938年（昭和13年）3月、京都帝国大学法学部卒業。戦前は旧満州国官吏として勤務。戦後に東海財務局津財務部に奉職。1949年（昭和24年）以降、四日市市役所商工課長、庶務課長、秘書課長、総務部長、水道局長を歴任。
1964年（昭和39年）に市長平田佐矩から四日市市助役に任命され、次代の九鬼喜久男の元でも助役を務めた。1972年（昭和47年）に四日市市長選挙に無所属で立候補し、日本社会党の前川辰男候補と日本共産党の稲垣重郎候補と安藤素滋（無所属）候補との保守革新の3分裂の選挙となった末、当選する。得票数は岩野が48241票、前川が27695票、稲垣が8942票、安藤が6996票であった。岩野は出馬段階において、「九鬼市政の全面的な継承はしない」「保守革新の区別なく市民党として保革の意見を聞く」「福祉型の都市作りをする」と発言した。
当選後、高度経済成長期の経済優先・生産第一から福祉優先や人間第一主義への転換や反省が必要と初議会で述べた。公害防止対策の推進、市民福祉の充実、教育施設の充実と青少年の育成、都市環境の整備、中小企業及び農林水産業の近代化促進といった5点を重点政策とした。
年齢、体力面、市長の政治観と現実政治とのギャップなどから再出馬せず、四日市市長1期のみで勇退した。三重県一の産業都市四日市市の総合開発に努めた功労者である。

## 趣味
- 囲碁（5段）
- 園芸（花木）[6]

## 家族
- 許子夫人（1926年生まれ）[7]